# Peter Christensen (Politiker)

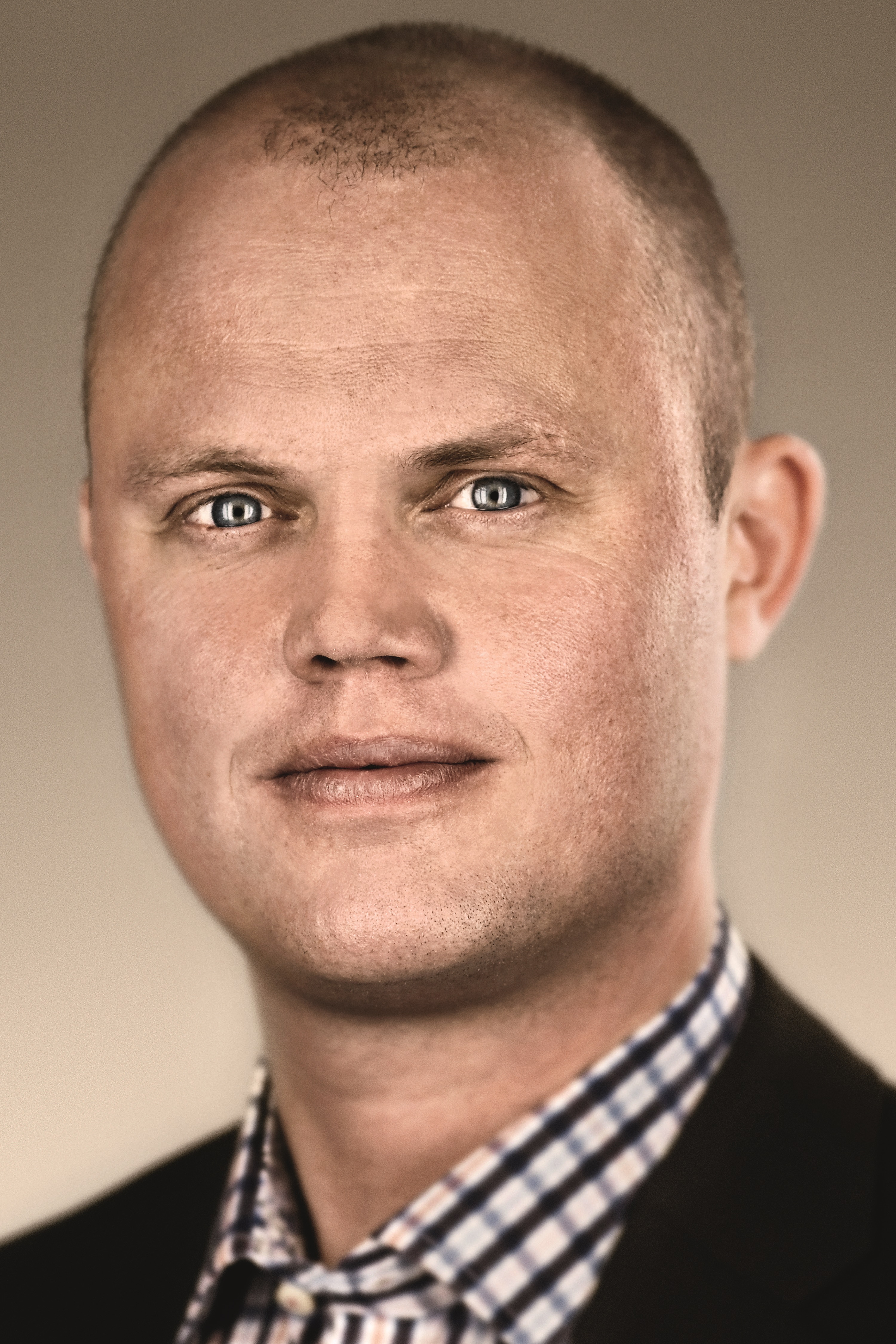
Peter Christensen (2011)

Peter Christensen (* 23. April 1975 in Sønderborg; † 6. Februar 2025) war ein dänischer Politiker der rechtsliberalen Partei Venstre und war von 2011 bis 2013 Finanzminister sowie von September 2015 bis November 2016 in der Regierung Lars Løkke Rasmussen II Verteidigungsminister und Minister für nordische Zusammenarbeit.

## Leben
Nach einer Ausbildung zum Elektriker begann Peter Christensen, sich politisch in der Partei Venstre zu engagieren und war von 1997 bis 2001 Mitglied im Vorstand und von 1999 bis 2001 zusätzlich der Vorsitzende der Jugendorganisation der Partei. Seine parlamentarische Karriere im Folketing begann er 2001 als Abgeordneter von Südjütland, von 2011 bis 2013 war er Minister für Finanzen, zudem hatte er mehrere Sprecherposten seiner Partei inne, so den für Steuerfragen (2001–2005), für Finanzen (2005–2009, 2011–2015) und für politische Angelegenheiten (2009–2011). Im Bereich Finanzen und Steuern saß er in den zugehörigen Parlamentsausschüssen.
Am 30. September 2015 wurde er in der Regierung von Lars Løkke Rasmussen zum Verteidigungsminister und Minister für nordische Zusammenarbeit als Nachfolger von Carl Holst ernannt, der nach der Aufdeckung von Unregelmäßigkeiten während des Wahlkampfes 2015 zurücktrat.
Christensen war verheiratet und Vater von drei Kindern. Er starb im Februar 2025 im Alter von 49 Jahren nach langer Krebserkrankung.